# Rhynchocyon cirnei
Il toporagno elefante a scacchi o sengi a scacchi (Rhynchocyon cirnei Peters, 1847) è una specie di toporagno elefante appartenente alla famiglia Macroscelididae.

## Distribuzione e habitat
È diffuso nella Repubblica Democratica del Congo, in Uganda, Tanzania, Malawi, Mozambico, Zambia; si sospetta che viva anche nella Repubblica Centrafricana meridionale.
Il suo habitat è rappresentato dalle foreste subtropicali e tropicali, sia secche che pluviali, oltre che dalle zone cespugliose anche pedemontane. Nonostante il vasto range di habitat occupati, è messo a rischio dalla perdita dello spazio vitale.

## Biologia
Si nutre principalmente di insetti, come formiche, termiti, scarafaggi e centopiedi, anche se non disdegna nutrirsi di lumache, anfibi, piccoli mammiferi e nidiacei.
Sono animali monogami e territoriali ed il loro territorio occupa una superficie di alcuni acri.